# Беатріс Чебет
Беатріс Чебет (англ. Beatrice Chebet; нар. 5 березня 2000) — кенійська бігунка, яка спеціалізується у бігу на середні та довгі дистанції.

## Спортивні досягнення
Олімпійська чемпіонка з бігу на 5000 та 10000 метрів (2024).
Срібна (2022) та бронзова (2023) призерка чемпіонатів світу з бігу на 5000 метрів.
Чемпіонка світу з шосейного бігу на 5 кілометрів (2023).
Дворазова чемпіонка світу з кросу в особистому заліку (2023, 2024). Дворазова чемпіонка світу з кросу в командному заліку (2023, 2024). Чемпіонка світу з кросу серед юніорів в особистому заліку (2019). Срібна призерка чемпіонату світу з кросу серед юніорів у командному заліку (2019).
Дворазова чемпіонка Діамантової ліги з бігу на 5000 метрів (2022, 2024).
Чемпіонка Ігор Співдружності з бігу на 5000 метрів (2022).
Чемпіонка Африки з бігу на 5000 метрів (2022).
Чемпіонка світу серед юніорів з бігу на 5000 метрів (2022).
Чемпіонка Кенії з бігу на 5000 метрів (2022, 2023).
Рекордсменка світу з бігу на 5000 метрів, 10000 метрів та з шосейного бігу на 5 кілометрів у суто жіночих (14.13; 2023) та змішаних (13.54; 2024) забігах.